# Omari Moore
Omari Moore (Pasadena, California; 18 de septiembre de 2000) es un baloncestista estadounidense que pertenece a la plantilla del Darüşşafaka S.K. de la BSL turca. Con 1,98 metros de estatura, puede jugar en la posición de base o escolta. 

## Trayectoria deportiva

### Universidad
Jugó cuatro temporadas con los Spartans de la Universidad Estatal de San José, en las que promedió 11,2 puntos, 4,4 rebotes, 3,7 asistencias y 1,0 robos de balón por partido, Fue nombrado Jugador del Año de la Mountain West Conference e incluido en el mejor quinteto de la conferencia al final de su temporada senior después de promediar 17,5 puntos, 4,6 rebotes y 4,7 asistencias por partido. Al término de la temporada se declaró elegible para el Draft de la NBA de 2023.

#### Estadísticas
| Año     | Equipo         | PJ  | PT  | MPP  | %TC  | %3P  | %TL  | RPP | APP | ROB | TPP | PPP  |
| ------- | -------------- | --- | --- | ---- | ---- | ---- | ---- | --- | --- | --- | --- | ---- |
| 2019–20 | San Jose State | 31  | 20  | 19.3 | .504 | .235 | .735 | 2.3 | 1.8 | 1.0 | .5  | 4.9  |
| 2020–21 | San Jose State | 21  | 21  | 29.7 | .455 | .250 | .450 | 5.3 | 3.2 | 1.5 | 1.0 | 7.4  |
| 2021–22 | San Jose State | 30  | 29  | 34.6 | .478 | 429  | .681 | 5.5 | 4.6 | 1.1 | 1.1 | 13.2 |
| 2022–23 | San Jose State | 35  | 35  | 36.5 | .429 | .338 | .758 | 4.7 | 4.8 | .7  | .7  | 17.4 |
| Total   | Total          | 117 | 105 | 30.2 | .454 | .340 | .689 | 4.4 | 3.7 | 1.0 | .8  | 11.2 |

### Profesional
Tras no ser elegido en el Draft de la NBA de 2023, el 5 de julio firmó un contrato dual con los Milwaukee Bucks, con los que disputó la Liga de Verano de la NBA y un partido de pretemporada, pero fue despedido el 18 de octubre. Cuatro días más tarde firmó con Toronto Raptors, pero fue despedido el mismo día. El 30 de octubre se unió a su filial en la G League, los Raptors 905. Acabó la temporada promediando 9,2 puntos, 3,8 rebotes y 3,8 asistencias por partido.
El 9 de mayo de 2024 firmó con los Niagara River Lions de la Canadian Elite Basketball League. Disputó 16 partidos, en los que promedió 11,6 puntos, 6,1 rebotes y 5,5 asistencias por partido.
El 4 de agosto de 2024 fichó con el Darüşşafaka Lassa de la Basketbol Süper Ligi (BSL) turca.